# Daphnia
Daphnia (trong tiếng Việt có khi được gọi là Chi Rận nước) là một chi động vật giáp xác kích thước nhỏ, dài 0,2–5 milimét (0,01–0,20 in). Daphnia là thành viên của bộ Cladocera, và là một trong nhiều nhóm động vật mà trong tiếng Anh gọi là "water flea" (bọ chét nước), do kiểu bơi vọt của chúng. Daphnia sống trong nhiều môi trường nước, từ đầm lầy nặng tính axit tới ao hồ nước trong.
Hai loài Daphnia phổ biến là D. pulex (nhỏ, thường gặp hơn cả) và D. magna (lớn). Daphnia hay được nhắc đến cùng với một chi khác thuộc Cladocera: Moina (trứng nước, bo bo), thuộc họ Moinidae và nhỏ hơn D. pulex nhiều. Trứng Daphnia để bán thường nằm trong ephippia (một vỏ dày, gồm hai mảnh chitin, khép kín lại giúp bảo vệ trứng vào mùa đông hay mùa khô).

## Ngoại hình và đặc điểm
Cơ thể Daphnia thường dài 1–5 milimét (0,04–0,20 in), chia thành đốt, dù sự phân đốt này không thể nhìn ra bằng mắt thường. Đầu hơi hướng xuống thân. Ở hầu hết loài, phần thân phủ carapace, với một khía mà từ đó 5-6 cặp chân chìa ra. Những nét nổi bật của chúng là mắt phức và một cặp lông cứng mặt bụng. Ở nhiều loài, lớp carapace trong suốt hoặc gần trong suốt, và do vậy là mẫu vật thích hợp dưới lăng kính hiển vi.
Thậm chí dưới cả kính hiển vi có độ phóng đại thấp, cách thức săn mồi của chúng vẫn dễ dàng quan sát được; hơn nữa, ta có thể quan sát cặp mắt di chuyển nhờ cơ mao, cũng như tế bào máu chảy trong hệ tuần hoàn nhờ một trái tim đơn giản. Tim nằm trên mặt lưng, ngay sau đầu, nhịp tim trung bình khoảng 180 bpm dưới điều kiện thường. Daphnia, như nhiều động vật khác, bị ảnh hưởng bởi cồn, và là đối tượng tuyệt vời để nghiên cứu về tác động của thuốc giảm đau lên hệ thần kinh nhờ bộ xương ngoài trong suốt. Chúng có vẻ không chịu tác động gì khi được trả về bầu nước tĩnh sau khi được quan sát dưới kính hiển vi. Nhịp tim của chúng còn tăng khi chịu tác động của cafein, nicotin và adrenaline.

## Một số loài tiêu biểu
- Daphnia coronata
- Daphnia jollyi
- Daphnia nivalis
- Daphnia occidentalis
- Daphnia pulex